# Končiny 1.díl
Končiny 1.díl jsou díl osady Končiny a část obce Sloupnice u Litomyšle v okrese Svitavy. Nachází se 2 km na jihozápad od Sloupnic. V roce 2009 zde bylo evidováno 5 adres. V roce 2001 zde trvale žilo 9 obyvatel.
Končiny 1.díl leží v katastrálním území Dolní Sloupnice o výměře 11,01 km2.

## Další fotografie

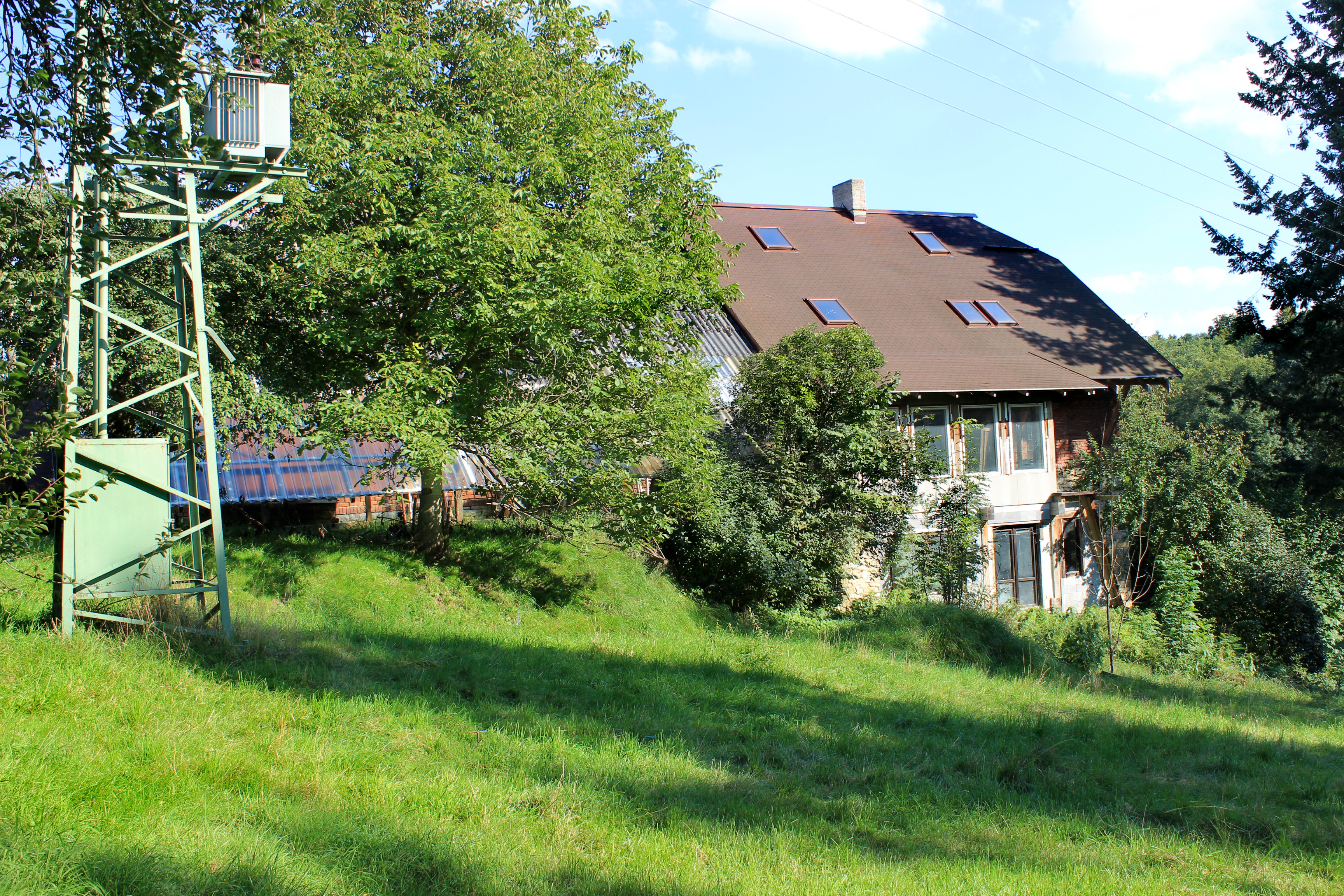
Dům čp. 6
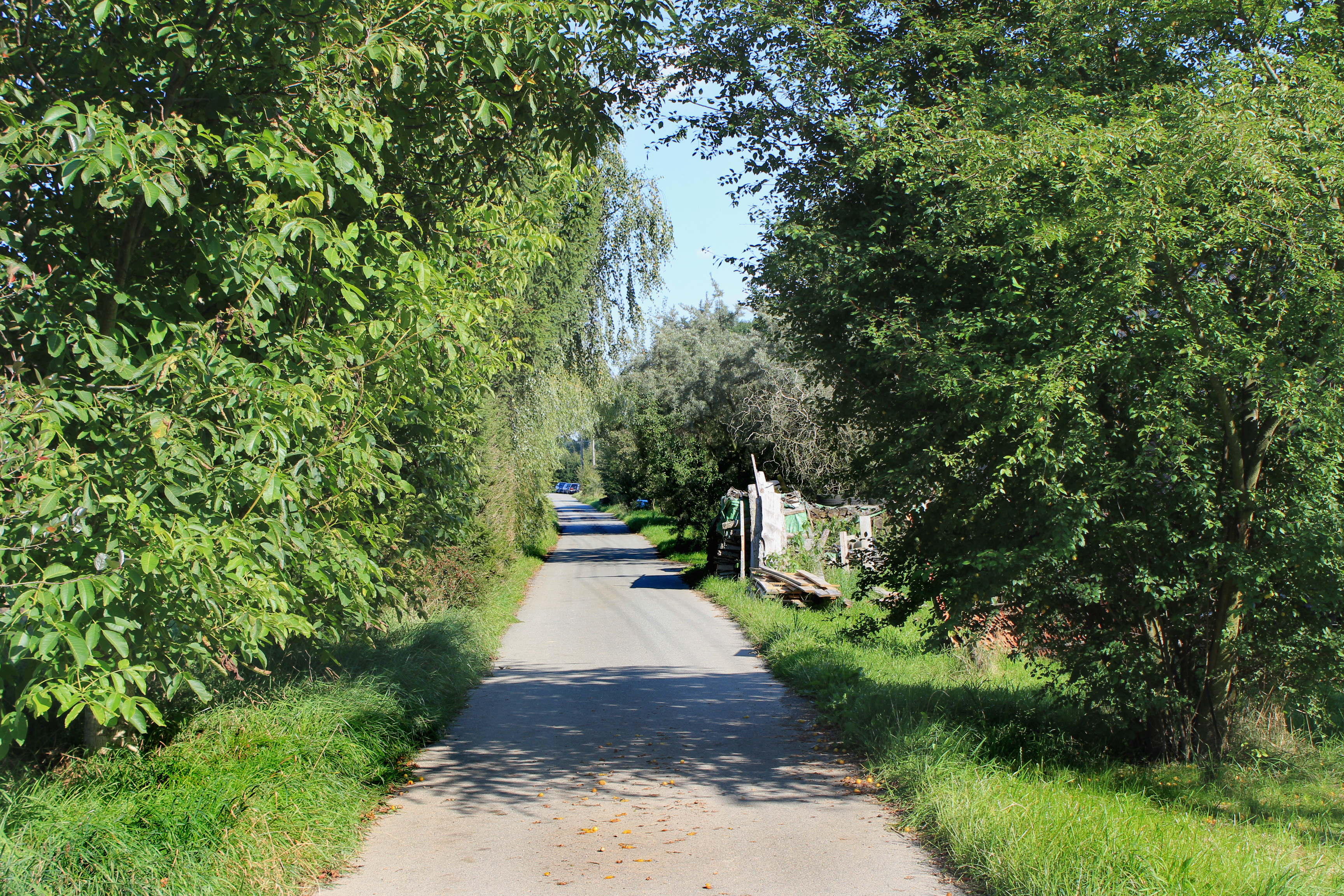
Místní cesta